# Pertusaria saximontana
Pertusaria saximontana är en lavart som beskrevs av Wetmore. Pertusaria saximontana ingår i släktet Pertusaria och familjen Pertusariaceae.   Inga underarter finns listade i Catalogue of Life.